# 宋英杰
宋英杰（1965年1月15日—），毕业于南京信息工程大学天气动力专业，目前是中国中央电视台《新闻联播天气预报》主持人，被誉为“中国第一气象先生”。

## 生平
宋英杰毕业于南京气象学院天气动力专业。
1993年，宋英杰成为中国中央电视台《新闻联播天气预报》主持人，被誉为“中国第一气象先生”。

## 家庭
宋英杰的妻子叫刘珩，是他的师妹，比他小12岁。
2018年5月10日，宋英杰在微博上發佈信息，稱其4歲兒子自稱是從汶川大地震時的北川轉世而來，擁有“前世記憶”，在網上引發熱議。

## 公职
- 第八届全国青联委员
- 第九届全国青联委员
- 国际气象传播协会创始会员
- 中国气象学会专业委员会委员
- 北京航空航天大学教授
- 南京信息工程大学教授
- 西南大学教授

## 作品

### 电视节目
- 《天气预报》

### 书籍
- 《气象节目主持概论》
- 《天气真好》
- 《咱们的天气预报》

### 论文
- 《论电视气象节目语言体系》
- 《电视气象节目科普功能分析》
- 《论电视气象节目改版》
- 《公共气象产品中的标准化问题》
- 《一个气象强势媒体品牌的崛起》
- 《美国天气频道节目编排设计分析》

## 奖项
全国气象节目比赛主持艺术一等奖。
2004年，“我最喜爱的气象主持人”最佳主持人，并且荣获“气象先生”称号。
2009年，人民网评选“2008年度绿色中国年度焦点人物”称号。